# Перето
Перѐто (на италиански: Pereto, на местен диалект Pirìtu, Пириту) е село и община в Южна Италия, провинция Акуила, регион Абруцо. Разположено е на 800 m надморска височина. Населението на общината е 701 души (към 2010 г.).